# اشفورد و سیمپسون
اشفورد و سیمپسون (انگلیسی: Ashford & Simpson) از ترانه‌سرایان و موسیقی‌دانان اهل ایالات متحده آمریکا هستند. آنها بین سال‌های ۱۹۶۴ تا ۲۰۱۱ میلادی فعالیت می‌کردند.